# Nocturne et Scherzo
Nocturne et Scherzo, ou seulement Scherzo, est une œuvre de Claude Debussy pour violoncelle et piano composée en 1882.

## Présentation
Nocturne et Scherzo est composé en 1882. Le manuscrit autographe, pour violoncelle et piano, est conservé à la Bibliothèque nationale de France (Ms. 20635) et porte la date du 14 juin 1882 à côté de la signature « Ach. Debussy ».
L'œuvre est possiblement une transcription d'une pièce pour violon et piano exécutée le 12 mai 1882 à Paris, au salon Flaxland, par le violoniste Maurice Thieberg et Claude Debussy au piano (le programme de ce concert a été publié dans La Revue musicale de mai 1926, p. 114).
Le titre de « Nocturne et Scherzo » laisse supposer qu'il existait deux mouvements, mais seul le mouvement de la pièce originale qui pourrait correspondre au Scherzo est conservé. Dans le matériel autographe connu, l'indication « Nocturne et Scherzo » n'apparaît que sur une page de titre extérieure à la musique. La partition piano et violoncelle ne porte pas d'indication textuelle, et la partie séparée de violoncelle ne mentionne qu'une indication de tempo : « Allegretto ».
L'œuvre est éditée pour la première fois en 1995 chez Faber Music, par Neil Heyde, qui présume que le titre pourrait se référer à une indication de caractère musical, au sens d'un scherzo dans le caractère d'un nocturne. Cette hypothèse n'est pas retenue par les éditions urtext postérieures : Henle publie la partition comme « Scherzo » en 2009, en compagnie d'un Intermezzo pour violoncelle et piano de Debussy. Durand, pour l'édition des œuvres complètes du compositeur, retient le titre « Pièce pour violoncelle et piano, dite Nocturne et Scherzo » (éditée par Roy Howat). 
De forme ternaire, ABA,  le morceau est « tout entier écrit dans une veine suspensive, au lyrisme retenu. Cette œuvre de jeunesse présente déjà quelques-unes des inflexions harmoniques chères à Debussy ». 
La durée moyenne d'exécution de la pièce est de cinq minutes environ. 
Dans le catalogue des œuvres du compositeur établi par le musicologue François Lesure, Nocturne et Scherzo porte le numéro L 39 (26).

## Discographie
- Claude Debussy : The Complete Works, CD 12, Henrik Brendstrup (violoncelle) et Per Salo (piano), Warner Classics, 2018[5].